# Nursia (geslacht)
Nursia is een geslacht van krabben.

## Soortenlijst
Beschreven soorten:
- Nursia alata (Komatsu & Takeda, 1999)
- Nursia blandfordi (Alcock, 1896)
- Nursia dimorpha (Balss, 1916)
- Nursia elegans (Ihle, 1918)
- Nursia guinotae (Komatsu & Takeda, 2001)
- Nursia hamipleopoda (Chen & Fang, 1998)
- Nursia japonica (Sakai, 1935)
- Nursia lamellata (Ihle, 1918)
- Nursia lar (Fabricius, 1793)
- Nursia mimetica (Nobili, 1906)
- Nursia minor (Miers, 1879)
- Nursia nasuta (Alcock, 1896)
- Nursia persica (Alcock, 1896)
- Nursia phylloides (Ihle, 1918)
- Nursia plicata (Herbst, 1803)
- Nursia rhomboidalis (Miers, 1879)
- Nursia sexangulata (Ihle, 1918)
- Nursia sinuata (Miers, 1877)
- Nursia trilobata (Chen & Sun, 2002)
- Nursia weberi (Ihle, 1918)